# Latinská škola
Latinská škola existovala v Evropě škola pro ty zájemce, kteří se připravovali na univerzitní studium, zejména pro duchovní povolání. Jak už název napovídá, důraz byl kladen na latinu, která se dlouho pokládala za jediný jazyk pro vyšší vzdělanost. Latinské školy vznikaly nejprve při klášterech a biskupských kostelech, od 14. století i ve městech. Studium na těchto školách bylo bezplatné a v zásadě přístupné i prostým lidem.
Latinské školy vyučovaly pouze latině a triviu, od 16. století k tomu přistoupila i filosofie. Tyto školy se nazývaly partikulární, protože byly přípravkami na skutečné studium. V Čechách byly v 16. století latinské školy vesměs podřízeny dozoru Pražské univerzity, která také vzdělávala jejich učitele. Latinské školy v katolických zemích významným způsobem reformovali jezuité (C. Aquaviva, 1599). Jezuitské střední školy byly pětileté nebo šestileté a měly úspěch i u nekatolíků. Kolem roku 1800 je nahradila humanitní gymnázia s širším programem, z nichž se pak v průběhu 19. století vyvinula jednak klasická gymnázia, jednak gymnázia reálná a reálky. V Rakousku byla od roku 1849 zavedena gymnázia osmiletá, rozdělená na nižší a vyšší.